# Gian Franco Kasper
Gian-Franco Kasper (St. Moritz, 24 de enero de 1944-9 de julio de 2021) fue un oficial de esquí suizo, presidente de la Federación Internacional de Esquí (FIS) (1998-2021); y miembro del Comité Olímpico Internacional (2000-2018) y de la Agencia Mundial Antidopaje (2003-2021).

## Biografía
Obtuvo sus títulos en periodismo, filosofía y psicología en la Universidad de Zúrich en 1966. Después de sus estudios universitarios, trabajó como editor para el Courier de St-Moritz.
Luego, Kasper entró en la industria del turismo en 1974, estableciendo una oficina de turismo suiza en Montreal, Quebec, Canadá. Al año siguiente, fue nombrado Secretario General de la FIS por el entonces presidente Marc Hodler, puesto que ocupó hasta la jubilación de Hodler en 1998. Kasper sucedió a Hodler como presidente de la FIS, cargo que ha ocupado desde entonces.
Kasper recibió un doctor honoris causa de la Academia Nacional de Deportes de Bulgaria en Sofía el 14 de diciembre de 2007. También fue nombrado ciudadano honorario de Cavalese, Italia en enero de 2009 durante el Tour de Ski 2008-09.
En febrero de 2019, Kasper declaró en una entrevista que prefiere las dictaduras a los ambientalistas. También cuestionó el cambio climático y dio la bienvenida al calentamiento global. Una organización sin fines de lucro Protect Our Winters condenó la declaración y exigió que Kasper renunciara a la presidencia del FIS. Tras la controversia, Kasper se disculpó por sus comentarios.